# 岐阜県立大垣北高等学校
岐阜県立大垣北高等学校（ぎふけんりつおおがききたこうとうがっこう）は、岐阜県大垣市にある県立高等学校。

## 概要
1894年（明治27年）開校された歴史を持つ伝統校。大垣市内や周辺地域での通称は北高（きたこう）。
岐阜県内の高等学校で唯一、文部科学省からスーパーグローバルハイスクール（略称：SGH）の指定を受けていた。
- 校訓　誠実・友愛・努力
- 制服 　男子は学生服、ブレザーから選択可能。女子はブレザー。
- 学校スローガン　「未知に挑み　未来を拓け」

## 沿革

### 岐阜県大垣中学校
- 1894年（明治27年） 岐阜県尋常中学校大垣分校開設。
- 1896年（明治29年） 岐阜県大垣尋常中学校と改称。
- 1899年（明治32年） 岐阜県大垣中学校と改称。
- 1948年（昭和23年） 岐阜県大垣高等学校と改称。

### 岐阜県大垣高等女学校
- 1900年（明治33年） 岐阜県安八郡大垣高等女学校開設。
- 1901年（明治34年） 岐阜県大垣町立高等女学校と改称。
- 1903年（明治36年） 岐阜県立大垣高等女学校と改称。
- 1923年（大正12年） 岐阜県大垣高等女学校と改称。
- 1948年（昭和23年） 岐阜県大垣女子高等学校と改称。

### 岐阜県立大垣北高等学校
- 1948年（昭和23年） 2校を統合、岐阜県大垣高等学校設立。
- 1949年（昭和24年） 岐阜県立大垣北高等学校と改称。
- 1961年（昭和36年） 現在地に移転完了・改築完成式。
- 1974年（昭和49年） 学校群制度導入。大垣東高校と西濃学区1群、大垣南高校と同3群を組む。
- 1975年（昭和50年） 創立80周年記念事業「塵城館」完成。
- 1980年（昭和55年） 学校群改編され、大垣西高校と西濃学区1群を組む。
- 1983年（昭和58年） 学校群制度廃止。
- 1984年（昭和59年） 創立90周年記念事業「中庭整備」。
- 1994年（平成6年） 創立100周年記念事業「誠友館」完成。
- 2004年（平成16年） 新校舎完成。創立110周年記念事業「校門」完成。

## 特色

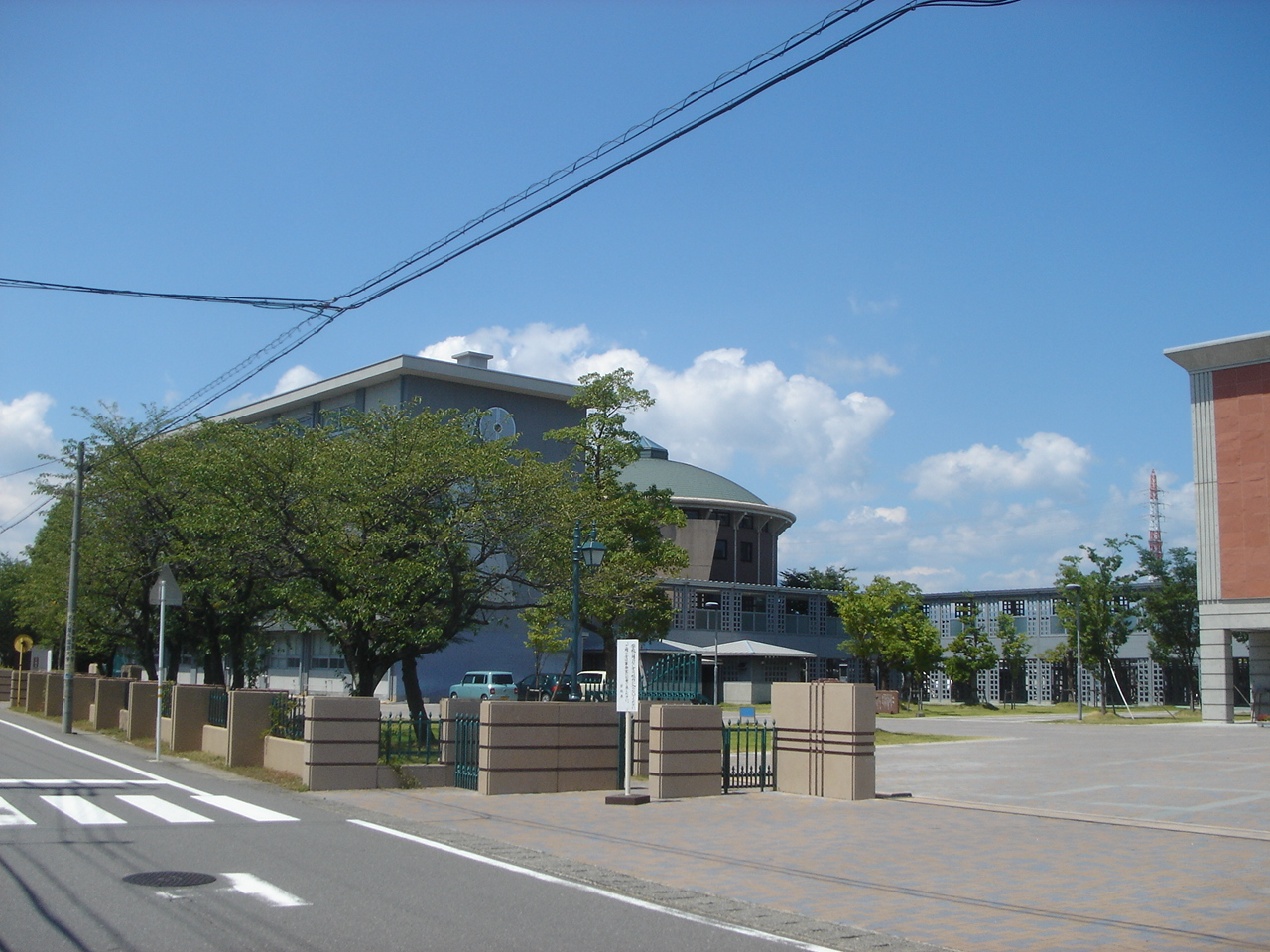

### 学校の立地と周辺環境
大垣市内でも北側に位置している。近くには国道258号線や国道21号線が走っている。近年、大垣駅北口が大幅に整備され、大型商業施設のアクアウォーク大垣ができたため、周辺環境も変化しつつある。直近に電車の駅はなく、自宅や最寄りの大垣駅から自転車を利用して通学している生徒が多い。なお、大垣駅から高校へ至る通学路は通称「北高街道」と呼ばれている。養老鉄道養老線東赤坂駅や樽見鉄道樽見線東大垣駅の利用も可能である。

### 校内設備・校内環境
2004年に校舎新築。教室棟、管理棟、特別教室棟から成り、その他麋城館、誠友館、図書館などがある。また、老朽化のために使用禁止となっていたプールは2014年に取り壊されて跡地には多目的広場ができた。そのほかには、赤本や青本、模試の過去問が置いてあるフューチャールームと呼ばれる3年生専用の自習室もある。

### 校風
校風としては大垣市内4高（本校・大垣東高校・大垣南高校・大垣西高校）の中では最も自由な校風であるといわれており、4高では唯一、携帯電話の校内持ち込みと校内での使用が許可されている。髪型についても、清楚を基としながらも染髪、パーマ以外に規定はない。また、制服の着用についても、生徒の声を受け、学校行事や服装点検時以外は任意となるなど、近年さらなる自由化が進んでいる。

### 生徒会活動
生徒会活動が活発な学校でもあり、例年、卒業生に対して生徒会功労賞（1997年より「天籟賞」）が授与されている。また学校行事の大半を生徒会主体で運営している。毎年2月に行われる恒例凧揚げ大会は伝統行事となっており、クラス毎に趣向をこらした凧が上がる。9月には文化祭、体育祭を混合した北高祭が2日間に渡って行われる。クラス企画はお化け屋敷や食品企画、演劇、映画など様々だが、くす玉・門・折鶴アートを必ず1クラス制作しなければならない。部企画では個展（美術・書道）、部誌配布（文芸）、演奏会（音楽）、芝居（演劇）など。他に科学部、囲碁将棋部も参加している。個人企画ではクラシックコンサート（略称:クラコン）、ヤングフェスティバル（略称:ヤンフェス）など。文芸部協力の下で有志による「鬼本」も毎年発行される。2021年12月には、新たなイベントとして、校内中庭にてイルミネーションが点灯され、有志による野外フェスが開催された。

### 遠足・修学旅行
1年生は高山、3年生は京都に行く遠足(フィールドワーク)が行われている。また修学旅行は毎年3泊4日で沖縄へ行っている。

### 教育面の特色
教育面では、週に2回（月曜・木曜）は50分×7時限授業を行って授業時間を確保しているほか、毎週火、水、木曜日に英語リスニングを実施している。また土曜日の有効活用が図られており、自習室の開放や特別講座の開講のほか、定期テスト前にはオオキタサポーターとよばれるOBによる学習支援・質問受付も行われている。意欲のあるものは授業が始まる前と放課後の補講、また土曜日の特別講座を自由にとることが出来る。毎週末に各教科から週末課題が出されている。年度末には、各学年の成績上位者5名に「賢知賞」が授与され、壇上で表彰される。
また、3年生は国公立大学後期日程直前の3月上旬まで特編授業が組まれている。センター後、前期2次試験後まで授業があるのは県内ではこの高校のみである。

### 国際交流
国際交流に力を入れており多くの留学生を受け入れているほか、「大北オセアニアプロジェクト」として8月の夏期休業中にオーストラリア・アデレードへの海外研修が行われる（希望者）。また3月の春期休業中にはアデレードとは別に「大北グローバルプラン」としてアメリカ・ユタ州での海外研修も行われる（希望者）。

### テスト
定期考査は年4回ある。そのほか夏季休業などの休業やGW明けには事前に明示された範囲の中から問題が出題される課題考査が行われたり、定期的に実力考査が行われる。定期テストではテストの順位等については貼り出されないが、課題考査や実力考査では、各個人の偏差値や順位などが本人に配られるようになっている。また週1回の小テストがある教科が多い。生徒にはテストや部活などを両立させる能力が求められる。

### 進学先
東京大学や京都大学および国公立大学医学部医学科に毎年合格者を出している他、地元の名古屋大学、岐阜大学へは毎年数十人が進学する。難関私立大学である、早稲田大学と慶應義塾大学にも毎年合わせて数十人の合格者を出している。

## 部活動
文武両道を目標にしており、活発に活動する部が大半であり、中でも陸上部、卓球部、音楽部そして、弓道部などが様々な大会で優れた成績を残している。
| - 運動系部活動 - 野球部 - サッカー部 - バスケットボール部 - バドミントン部 - テニス部 - ソフトテニス部 - バレーボール部 - 陸上競技部 - ハンドボール部(女子のみ) - 卓球部 - 剣道部 - 弓道部 | - 文化系部活動 - 文芸部(文芸部門、かるた部門) - 演劇部(〜2019) - 自然科学部 - 美術部 - 囲碁・将棋部 - 英語部 - 茶道部 - 華道部 - 書道部 - 新聞・放送部 - コンピュータ部 - 料理部 - 音楽部 (合唱部門、吹奏楽部門) |

## 著名な出身者
- 朝井リョウ（作家、直木賞受賞）
- 雨宮秀彦（テレビ演出家、元日本テレビエグゼクティブディレクター）
- イシコ（エッセイスト）
- 井田正孝（元大日本帝国陸軍中佐、宮城事件:大垣中学校出身）
- 小川敏（前大垣市長、岐阜経済大学理事）
- 小倉満（元大垣市長、大垣市名誉市民）
- 岡部栄一（揖斐川町長）
- 木村勝男（元プロ野球選手）
- 川島豪（活動家）
- 栗田穣崇（ドワンゴ専務取締役兼niconico代表　元NTTドコモ iモード開発者）
- 小堀哲夫（建築家、法政大学教授）
- 清水義之（元十六銀行頭取、元中部経済連合会副会長）
- 神保絵利子（岐阜新聞記者、元岐阜放送アナウンサー）
- 鈴木善貴（フジテレビジョン・テレビディレクター、演出家）
- 竹中誉（岐阜県池田町長）
- 立川敬二（宇宙航空研究開発機構理事長、元NTTドコモ社長）
- 田中昌司（工学者（脳科学）、上智大学教授）
- 棚瀬襄爾（元京都大学助教授：大垣中学校出身）
- 田結穣（大日本帝国海軍中将）
- 所功（京都産業大学教授）
- 中西重忠（神経科学者、大阪バイオサイエンス研究所所長）
- 中村航（作家、文藝賞受賞）
- 中山咲（作家、文藝賞受賞、2007年卒業）
- 成松義文（ファンケル社長）
- 原乙彦　(旧姓・矢橋)（ユニチカ通商社長、大垣中学校出身）
- 日比野五鳳（書家:大垣中学校出身）
- 広瀬裕樹（法学者、愛知大学教授）
- 風船太郎（大道芸人）
- 古田啓昌（弁護士、成蹊大学教授）
- 細野武男（法学者、立命館総長：大垣中学校出身）
- 町野友哉（アメリカンフットボール選手）
- 松原浩（日本テレビプロデューサー、元TBSテレビプロデューサー）
- 三和裕美子（明治大学商学部教授、エーザイ取締役、ピジョン取締役）
- 村瀬清司（元社会保険庁長官、元企業年金連合会理事長）
- 守屋多々志（日本画家、文化勲章受章:大垣中学校出身）
- 矢橋賢吉（建築家、官僚：大垣中学校出身）
- 矢橋慎哉（矢橋工業会長、大垣市功労章受章）
- 山内登（下呂市長）
- 山田昭男（実業家、演出家、未来工業創業者）
- 山田守（建築家）
- 横川真澄（海津市長）
- 吉川結衣（作家）
- 吉田邦彦（北海道大学大学院法学研究科教授）
- 吉益脩夫（心理学者：大垣中学校出身）
- 吉村公三郎（映画監督：大垣中学校出身）

## アクセス
- JR東海道本線 「大垣駅」より徒歩20分
- 名阪近鉄バス 「中川」より徒歩3分